# Оползень (Marvel Comics)
Оползень (англ. Rockslide), настоящее имя Санто Ваккарро (англ. Santo Vaccarro) — супергерой-мутант и член команды Людей Икс во Вселенной Marvel. Он — ученик в институте Ксавьера и член бывшего отряда Геллионов. После событий Дня М он остался одним из 27 студентов, сохранивших свои суперсилы; на данный момент он тренируется, учится и готовится стать Человеком Икс. Его лучший друг — Джулиан Келлер, он также очень близок к Ртути и очень заботится о его защите. Несмотря на то, что поначалу его рисовали как типичного хулигана, вскоре он эволюционировал в добродушного, хоть и очень хвастливого, друга, яростно защищающего всех других учеников.

## Биография

### Представление персонажа
Мутант-американец итальянского происхождения, Санто был послан в институт Ксавьера, где подружился с Джулианом Келлером и другими будущими Геллионами. Поначалу его наставником был Человек-Лёд, но потом его выбрала Эмма Фрост для своего премированного отряда Геллионов. Санто и остальные Геллионы победили в Полевом Турнире, и были объявлены лучшим отрядом по окончании учебного года. Санто мечтает стать суперзвездой борьбы, и ему нравятся телесериалы о таинственных убийствах. Он также увлекается игрой Dance Dance Revolution.
Во время летних каникул Джулиан, бывший из обеспеченной семьи, пригласил друзей к себе домой. Геллионы быстро попали в неприятности, поскольку внешний вид Санто и Ртути сильно встревожил людей в аэропорту. Однако в конце концов им было позволено взойти на борт самолёта, и они направились в Калифорнию, откуда был родом Джулиан. Вскоре они встретили Кингмейкера, который предложил им сделку, в которой его частью было исполнение их заветных желаний. Желанием Санто был стать чемпионом по борьбе среди сверхлюдей. Однако когда Геллионы в конце концов разорвали постоянную сделку с Кингмейкером, он разбил Санто на куски лазерным выстрелом. Джулиан использовал свой телекинез, чтобы заново собрать из кусочков Оползня, и вместе Геллионы победили Кингмейкера.

### Опустошение
После эффектов Дня М, он был одним из немногих студентов, не утративших свои силы. Обессиленные ученики и учителя были отправлены по домам. Один из автобусов был разбомблен религиозным фанатиком-антимутантом, Преподобным Уильямом Страйкером, и один из бывших товарищей по команде и друг Санто, Брайан (он же Ярлык), был среди погибших. Люди Икс придержали похороны для тех учеников, чьи родители отказались их принять. Санто долго размышлял о том, как он «оплошал», не сумев спасти тех, кто был убит.
Со значительно уменьшившимся мутантским населением, правительство послало отряд Стражей наблюдать за школой, которая теперь принимала всех мутантов-беженцев. Эмма Фрост затем вывела всех оставшихся учеников в решительную перебранку, и те, кто зарекомендовал себя лучшими, были призваны в команду, тренирующуюся стать новыми Людьми Икс. Санто попал в эту команду и начал тренироваться на Человека Икс.
Уильям Страйкер продолжал свои террористические нападения на школу. Товарищ Санто по команде, Джош, покончил с планами Страйкера, убив его. С помощью Дэвида, Новые Люди Икс затем проложили связи между Страйкером и Нимродом. Лидер команды, Нори, решил затем, что команда найдёт и уничтожит робота. Во время столкновения с Нимродом, Оползень показал, как сильно повлияла на него смерть многих школьных друзей, когда он с криком «Только не снова!» перехватил Нимрода, предназначавшуюся Геллиону. Атака сокрушила его, давая команде стимул окончательно победить Нимрода. Геллион и Ртуть отчаянно пытались вновь собрать его и пробудить, но останки Оползня поначалу никак не реагировали. К счастью, даже развалившись на куски, он сумел выжить, и его снова собрали, чтобы увидеть, что он стал ещё более массивным, чем раньше. Оползня затем видели говорящим со Спичкой и Анолом об их способностях, о том, насколько полезными или бесполезными они могут быть, если присоединиться к команде Новых Людей Икс, обращая внимание на то, что Матч и Анол могут быть возможными кандидатами на приём в команду. Он состоял в мемориальной службе всех студентов, что погибли во время атаки Страйкера на Институт.
Оползень видит по телевизору Молодых Мстителей, узнавая, к удивлению своих друзей-учеников, о них впервые. Он считает, что Новые Люди Икс должны победить их, и что он сам должен сражаться с Халклингом. Ученики Лоа и Анол говорят ему, что Халклинг победит его.
Оползень также сопровождал Людей Икс, когда они выпрыгнули с «Чёрной Птицы» спасать Цессили от Заведения. Он с энтузиазмом помогал во время битвы, а после неё подшутил над Кошкой и её силами, сказав, что быть Человеком Икс, наверное, «очень сложно». Китти тогда в шутку пригрозила убить его.

### Поиски Магик
Санто и остальные студенты были пойманы Беласко и отправлены в Лимб. Прячась от Беласко вместе с Повязкой, Спичкой, Лоа, Анолом, Волчонком, Пикси, и Джентлем, Санто был не уверен, что им делать. Когда к группе приближались демоны, Санто попробовал отбить их нападение, но затем, по-видимому, взворвался, когда попытался выстрелить в них своими кулаками. Санто затем удаётся собрать себя заново в форме, сделанной из расплавленного камня, которая, к тому же, устойчива к магии, и выбивает зло из Иллианы, которая затем помогает им спасти других учеников и убить Беласко. Вернувшись домой, Оползень угрожает, что уйдёт, если Пикси и Анол не будут приняты в команду Новых Людей Икс.

### Мировая Война Халка
Оползень находился среди тех студентов, что пошли против Халка, когда он напал на институт. Он сбивает Халка с ног, чтобы другие студенты могли его удержать, но Халк, к которому вернулась сила, отбрасывает его. Когда он нападает на Халка один, то похоже, что Халк знает, кто он и что умеет делать. Халк отрывает обе руки Оползня, становится на него, и отрывает ему ноги. Потом он избавляет Оползня от его конечностей, выбросив их на большое расстояние, лишив Оползня его сил и способности передвигаться. В конце концов, его конечности были найдены после того, как Халк ушёл.
На заметку, Санто упоминает, что когда был ребёнком, представлял себя Халком.

### Дети Людей Икс
Оползня видели играющим в пул с Икс-23 и Анолом; он и Икс-23 пытаются уговорить Анола позволить им отрезать его вторую руку. Когда Санто обзывает Анола «бабой», Анол, оскорблённый, выталкивает его в окно, в то время как Оползень восклицает: «Клянусь, я не знал! Не будь таким чувствительным!» Когда Оползень отказывается себя взорвать, Анол, в свою очередь, обзывает его бабой, чтобы заставить это сделать. Анол потом предлагает самому взорвать Санто. Позже Санто соглашается остаться бодрствовать на ночь с Индрой, который боится, что умрёт. Санто, сидя у лагерного огня внутри здания, замечает, что неважно, сколько им лет, а они — мутанты, и рано или поздно кто-то придёт и станет стрелять по ним, и что в таком случае, он хочет умереть, сражаясь. Позже, он многим студентом рассказывает, что Виктор — гей, хотя Лоа это уже известно, и она говорит, что все уже давно знали о его ориентации.

### Комплекс Мессии
Некоторое Новые Люди Икс решают запустить упреждающий удар против Очистителей. Во время шпионажа за Очистителями, они попадают в западню Грабителей; Оползню и Икс-23 удаётся повредить броню Леди Смертельный Удар. Пикси затем удаётся телепортировать команду подальше, и в результате их рассредоточивает между Вашингтоном и Институтом. Потом его видели на борту Икс-Самолёта рядом с Человеком-Льдом, во время атаки Стражей на особняк.

Позже, его видно разговаривающим с Пылью о почитании мёртвых. К ним присоединиятся Ртуть, и когда они приближаются к кладбищу, то, к своему ужасу, видят Хищника Икс, поедающего тела мёртвых мутантов. Он сдерживает чудовище, чтобы дать остальным время убежать, так как знает, что оно не сможет его убить, хотя оно быстро с ним справляется.

### Юные Люди Икс
Санто встречается в кофейном магазине с Повязкой, и та рассказывает ему о своём предчувствии, что скоро будет создан отряд Юных Людей Икс, и это включает смерть одного из их будущих товарищей по команде, хотя он и не придаёт этому внимания. Как и было предсказано, Циклоп предлагает Санто место, но заявляет, что не планировал вербовать Рут. Санто требует, чтобы и её добавили в команду, говоря, что её предсказание касалаось их обоих, и угрожает отклонить предложение Циклопа, если её тоже не завербуют.

Позднее выясняется, что Циклоп на самом деле — замаскированный Дональд Пирс, манипулировавший Юными Людьми Икс, чтобы те напали на первоначальных Новых Мутантов. Как и предсказала Повязка, Волчонок умирает во время последнего столкновения с Пирсом, что является сильным ударом для Санто.

### Икс-Инфернус
Санто и Ртуть наблюдают за тренировочной сессией между Пикси и Ночным Змеем, когда Пикси вонзает в Курта свой душевный кинжал. Они вбегают и отодвигают Пикси от бессознательного тела Курта, входит Зверь и к Пикси возвращаются чувства. Когда она убирает кинжал, душевный меч Магик появляется из раны, и тут сама Магик телепортируется к ним, готовая отобрать свой меч.

Оползень берётся за Иллиану, думая, что всё ещё устойчив к магии, и забыв, что это было только когда он состоял из земли Лимба. Иллиана шокирует его, легко его побеждая. Когда он восстанавливается, то Люди Икс собирают совет, где его помещают в команду, которой требуется отправится в Лимб благодаря устойчивости её членов к магии (хотя в случае Санто это возможно только когда он восстанавливается из скал Лимба.

В Лимбе Оползень реформируется из почвы Лимба, и команда входит в замок Беласко, идя на помощь Пикси. Обнаружив, что Иллиана побеждена Огневедьмой, а Пикси превращена в демона, Оползню и Ртути приходится сражаться с Колоссом и Росомахой, мозги которых контролируются магическим способом.

## Силы и способности
С первым его появлением, тело Санто было целиком создано из гранита; придавая ему вид, похожий на вид Существа. Это наделяло его сверхчеловеческой силой (свыше 100 тонн), выносливотью и прочностью, а также давало возможность стрелять своими кулаками, как снарядами.
В мини-серии о Геллионах, его разбил на части Кингмейкер, однако он был заново собран Джулианом, так же, как лишённая тела Эмма Фрост была возвращена к жизни Джин Грей в первом выпуске «Новых Людей Икс». Тело Санто было позднее уничтожено Нимродом. Снова с помощью Джулиана, он в конце концов сумел собрать себя воедино заново. В этот раз, он стал крупнее и массивнее.
В истории «Поиски Магик», он попытался запустить во врага свои кулаки, но Слепица открывает, что этот аспект его сил больше не работает. Хотя он снова был взорван, Санто возвращается вновь, теперь в виде некоего «голема» из лавы. В этой форме из расплавленного камня, являющего собой часть Лимба, он также устойчив к магии. Это видно, когда Дитя Тьмы попыталось не дать ему напасть на неё, а затем Беласко пытался шокировать магической энергии, и оба они ничего не добились.
По подозрению Д-ра МакКоя, когда Нимрод разбил тело Санто, он полностью разбил на атомы всё его первоначальное тело и привёл его в состояние некой бестелесной сущности. Санто, в теории, способен заново обретать тело в виде некоего «голема» из окружающей его земли или землеподобной материи, приобретая при этом свойства этой материи. В первый раз, когда его тело было уничтожено, он восстановил себя из самых обычных камней и скальной породы, что сделало его тело массивным камнем. Во второй раз, он собрался из расплавленных камней Лимба, обретя способность излучать теплоту изнутри и также определённую устойчивость к магии. В третий раз, после самовзрыва, он собрал себя из земли, находившихся возле школы. На данный момент Зверь тестирует силу восстановительных способностей Оползня. Как результат, первоначальная способность Санто запускать свои кулаки, судя по всему, потеряна в его новых, восстановленных телах. Вместо этого, энергия, использовавшаяся ранее для запуска его конечностей, теперь наподобие взрыва вырывается из всего его тела, уничтожая его, причём он может свободно восстановиться после такого.

### Личность
Санто типично изображён как слегка опрометчивый, забывчивый и невнимательный человек. Первоначально его изображали как обычного хулигана. Однако ему глубоко небезразличны его друзья, вспоминая смерти своих лишённых сил друзей, особенно Ярлыка, он использует это как мотивацию для совершения поступков невероятной храбрости и силы. Он также проявляет большое понимание к чувствам своих друзей. Это видно, когда Сурая убивалась по поводу смерти Икара, а также понимая, что ему не положено видеть её без её абайи. Он очень ревностно оберегает подругу по команде Ртуть. У Санто также очень сильное чувство чести — он сказал Анолу и Пикси, что уйдёт из команды, если их не внесут в список её членов.

## Другие версии

### День М
Вскоре после возвращения в школу с каникул, произошли события Дня М. В этой реальности, Санто снова был чемпионом-борцом среди сверхлюдей.

## Вне комиксов

### Телевидение
- У Оползня было короткое камео в первой серии сериала «Росомаха и Люди Икс», где он был одним из мутантов, освобождённых Росомахой и Зверем из камер тюрьмы ДРМ.

### Кино
- В финальной битве фильма Люди Икс: Дни минувшего будущего Страж против Санспота принимает способность Оползня.